# Tragic Kingdom
Tragic Kingdom é o terceiro álbum de estúdio da banda No Doubt, lançado em 10 de Outubro de 1995. Foi um dos responsáveis pelo revival do Ska nos anos 1990 e é considerado um dos melhores álbuns da década.
O álbum destaca as faixas "Don't Speak", "Just A Girl", "Spiderwebs" entre outras. As músicas foram compostas por Gwen Stefani, que se baseou no termino de seu relacionamento com Tony Kanal.
Em 2003, o álbum ficou em #441 na lista dos 500 Melhores Álbuns de Todos os Tempos da revista Rolling Stone. 
Tragic Kingdom foi certificado como disco diamante nos Estados Unidos em 5 de fevereiro de 1999 por ultrapassar a marca de 10 milhões de álbuns vendidos em solo norte-americano, além de ter sido o responsável pelo reconhecimento internacional da banda ao vender 16 milhões de cópias pelo mundo.

## Faixas
| N.º | Título             | Compositor(es)                        | Duração |  |
| 1.  | "Spiderwebs"       | Gwen Stefani, Tony Kanal              | 4:28    |  |
| 2.  | "Excuse Me Mr."    | G. Stefani, Tom Dumont                | 3:04    |  |
| 3.  | "Just a Girl"      | G. Stefani, Dumont                    | 3:28    |  |
| 4.  | "Happy Now?"       | G. Stefani, Dumont, Kanal             | 3:43    |  |
| 5.  | "Different People" | Eric Stefani, G. Stefani, Kanal       | 4:34    |  |
| 6.  | "Hey You!"         | G. Stefani, Kanal                     | 3:34    |  |
| 7.  | "The Climb"        | E. Stefani                            | 6:37    |  |
| 8.  | "Sixteen"          | G. Stefani, Kanal                     | 3:21    |  |
| 9.  | "Sunday Morning"   | Kanal, G. Stefani, E. Stefani         | 4:33    |  |
| 10. | "Don't Speak"      | E. Stefani, G. Stefani                | 4:23    |  |
| 11. | "You Can Do It"    | G. Stefani, E. Stefani, Dumont, Kanal | 4:13    |  |
| 12. | "World Go 'Round"  | Kanal, G. Stefani                     | 4:09    |  |
| 13. | "End It on This"   | G. Stefani, Dumont, Kanal, E. Stefani | 3:45    |  |
| 14. | "Tragic Kingdom"   | E. Stefani                            | 5:31    |  |

## Singles
- "Just A Girl", "Spiderwebs", "Don't Speak", "Excuse Me Mr." e "Sunday Morning".

### Clipes
- "Just A Girl"
- "Spiderwebs"
- "Don't Speak"
- "Excuse Me Mr."
- "Sunday Morning"